# Domingo Maior
Domingo Maior é uma sessão de filmes TV Globo, sendo uma das mais longevas, é exibida desde 1972 nas madrugadas de domingo para segunda-feira. Normalmente exibindo filmes de ação, além de filmes de aventura, drama e comédia.
Em algumas afiliadas, como a RBS TV, a RPC e a Rede Bahia, exibem programas locais após o Fantástico, fazendo com que a sessão seja exibida mais tarde. Esporadicamente, a sessão deixa de ser exibida, dando lugar a exibição de competições esportivas (Olimpíadas), especiais de Natal, Show da Virada, festivais de música (como Rock in Rio e o Lollapalooza), além da transmissão do desfile das escolas de samba do Rio de Janeiro durante o carnaval.

## História
O programa em seu princípio não era uma sessão de filmes, mas sim uma faixa de programação da emissora em um determinado dia da semana – tal como Terça Nobre, Quarta Nobre e Sexta Super – por exemplo, em 30 de abril de 1972, o Domingo Maior apresentou o programa Globo MEC-Música. No entanto, ainda em 1972, o Domingo Maior já havia se tornado uma sessão de filmes de domingo para segunda-feira. Com o passar dos anos, caracterizou-se por exibir filmes de ação. No entanto, a faixa não apresentou apenas filmes: em 2006, o Domingo Maior exibiu o episódio piloto da série Lost.